# Sertolinome
 (juillet 2014).
Un sertolinome est une tumeur bénigne du testicule affectant les cellules de Sertoli, responsables de la sécrétion d’hormones et notamment d’œstrogènes.
Le sertolinome est plus fréquent chez les animaux cryptorchides et les animaux âgés. Chez le chien, il se complique par un syndrome paranéoplasique de féminisation par augmentation du taux d'oestrogène,,